# Parrocchie della diocesi di Imola

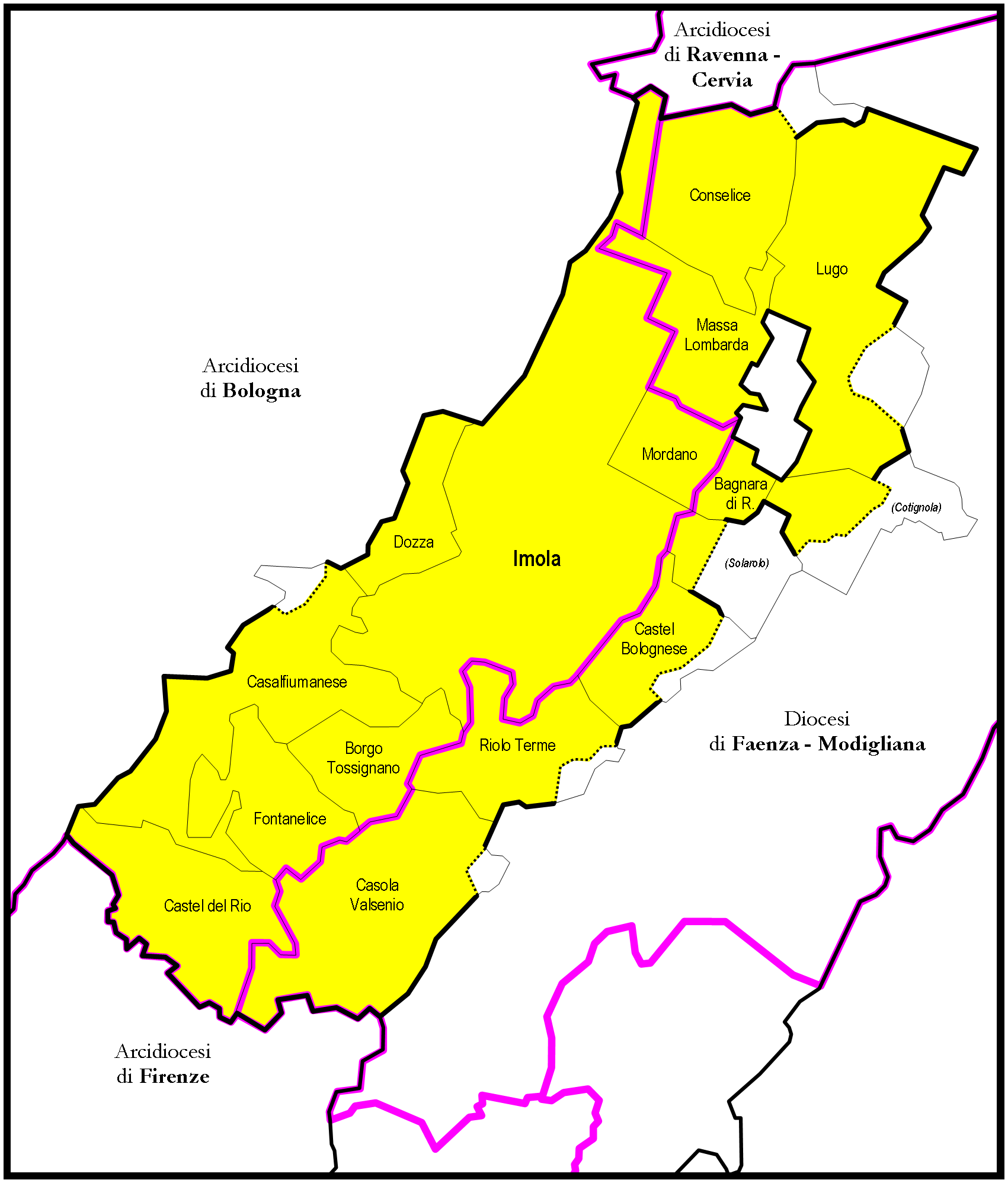
Il territorio della diocesi

La diocesi di Imola comprende 108 parrocchie.

## Vicariati
La diocesi di Imola è organizzata in sette vicariati.

### Vicariato di Imola
Sant'Agata, Sant'Agostino, Bergullo, San Cassiano, Croce Coperta, Croce in Campo, San Francesco d'Assisi, Pediano (Madonna di Ghiandolino), San Giacomo Maggiore del Carmine, San Giovanni Battista, San Giovanni Evangelista in Zolino, San Lorenzo D.M., San Maria in Regola, San Maria in Valverde, Nostra Signora di Fatima, Ponte Santo, Santo Spirito, Zello, Piratello.

### Vicariato di Dozza-Toscanella
Balia, Casola Canina, Dozza, Giardino, Montecatone, San Lorenzo in Piscerano, Ortodonico, Pieve di Cantalupo, Sasso Morelli, Sesto Imolese, Sellustra, Toscanella, Valsellustra.

### Vicariato della Vallata del Santerno
Sant'Andrea di Castel del Rio, Belvedere, Borgo Tossignano, Carseggio, Casalfiumanese, Casalino, Castel del Rio, Codrignano, Croara, Fontanelice, Fornione, Gesso, Ghiandolino, San Giovanni in Campo, Linaro, Santa Maria Maddalena, Mezzocolle, San Miniato, Orsara, Pezzuolo, Poggiolo, Posseggio, Prato, Sassoleone, Tossignano, Valsalva.

### Vicariato della Vallata del Senio
Sant'Apollinare in Castel Pagano, Baffadi, Budrio Petroso, Casola Valsenio, Costa, Gallisterna, Limisano, Ossano-Cuffiano, Prugno, Renzuno, Riolo Terme, Rivacciola, San Ruffillo, Valsenio.

### Vicariato della Media pianura
Bagnara di Romagna, Borello, Bubano, Campiano, Casalecchio, Castel Bolognese, Castelnuovo, San Mauro, San Prospero, Mordano, Serra, Chiusura.

### Vicariato della Bassa pianura
Ascensione, Belricetto, San Bernardino in Selva, Chiesanuova di Conselice, Chiesanuova San Giuseppe in Voltana, Conselice, Fruges, Giovecca, Massa Lombarda, San Lorenzo in Selva, Santa Maria in Fabriago, San Patrizio, Spazzate Sassatelli, Voltana, Villa Serraglio.

### Vicariato di Lugo
Barbiano, Budrio di Cotignola, Collegiata (Santi Francesco ed Ilaro), San Francesco di Paola, San Gabriele, San Giacomo Maggiore, Madonna del Molino, Madonna delle Stuoie, Zagonara.